# Avicola Buftea
Avicola Buftea este o companie crescătoare de păsări din România.
Titlurile Avicola Buftea se tranzacționează la categoria de bază a pieței Rasdaq, sub simbolul AVBV.
Compania este controlată de Waref-Rom SRL și are o valoare de piață de 300.000 de Euro.
Avicola Buftea e o societate pe acțiuni și a fost înființată în 2002.

## Informații financiare[3]
| Ani  | Venituri | Cheltuieli | Profit  | Inventar | Rezerve | Creanțe | Datorii | Banca și numerar | Angajați |
| ---- | -------- | ---------- | ------- | -------- | ------- | ------- | ------- | ---------------- | -------- |
| 2021 | 614586   | 687885     | -73055  | 0        | 0       | 328489  | 5339246 | 606              | ?        |
| 2020 | 141890   | 240696     | -98600  | 33       | 0       | 252264  | 4636229 | 688              | ?        |
| 2019 | 7200     | 499050     | -491850 | 33       | 0       | 256512  | 4410551 | 435              | ?        |
| 2018 | 9840     | 105523     | -95683  | 33       | 0       | 282178  | 4376674 | 4447             | ?        |
| 2017 | 12629    | 133186     | -120557 | 45       | 0       | 335998  | 4344351 | 2777             | ?        |
| 2016 | 742      | 153590     | -152848 | 346      | 0       | 417102  | 4319800 | 4467             | ?        |